# Капитал
Капита́л (от лат. capitalis «главный, основной», от корня caput — «голова, единица, штука», в значении счета скота по головам) — широкий термин, который включает в себя физический капитал (капитальные блага — здания, оборудование, программное обеспечение, запасы), финансовый капитал (деньги), человеческий капитал (образование, обучение, интеллект, навыки, здоровье).
В макроэкономике, физический капитал (капитальные блага, запасы капитала) рассматривается как фактор производства, включающий здания, оборудование, программное обеспечение, запасы (оборотные активы).
В международной экономике слово «капитал» используется как в значении финансов (валюты и ценных бумаг), так и в более широком значении.
К международной экономике относятся термины «вывоз капитала», «бегство капитала», «счёт движения капиталов», и частично «рынок капиталов», когда речь идёт о мировом рынке капиталов.
Термин рынок капиталов обозначает часть финансового рынка, на котором обращаются длинные деньги, то есть денежные средства со сроком обращения более года.
Размещение активов в производство или сферу оказания услуг с целью извлечения прибыли называют также капиталовложениями, или инвестициями.
В современном бухгалтерском учёте как самостоятельный, термин «капитал» не используется, но есть ряд близких показателей финансового анализа, например, собственный капитал — разница между стоимостью активов компании и суммой её обязательств. Обычно эта величина формируется за счёт уставного капитала (взноса владельцев компании), добавочного капитала (переоценка имущества, эмиссионный доход), нераспределённой прибыли и резервов (формирующихся из прибыли).

## Капитал в разных экономических школах

### Физиократы
Франсуа Кенэ стал основателем физиократического направления в политэкономии. Он отверг взгляды меркантилизма на прибыль, как результат обращения, и пытался объяснить её процессом производства. Это привело к более подробному анализу капитала и его роли.
Единственным самостоятельным фактором производства эта школа считала почву, природу. В этом случае прибавочная стоимость создаётся только в земледелии и получает форму земельной ренты. Физиократы проанализировали вещественные составные части капитала, вычленив «ежегодные авансы», «годичные затраты» и «первичные авансы», что соответствует современному делению на основной и оборотный капитал. Производительным капиталом считался лишь капитал, вложенный в земледелие. Промышленный капитал физиократы считали «бесплодным», не создающим «чистый продукт», не подлежащим делению на «авансы». Деньги не причислялись ни к одному из видов «авансов», не существовало понятия денежного капитала. Физиократы признавали лишь одну функцию денег — средство обращения.

### В классической и неоклассической экономической школе
Капитал в экономике — ресурсы, которые могут быть использованы в производстве товаров или оказании услуг. В классической экономике один из трёх факторов производства; два других — земля и труд.
Оригинальный текст (англ.)Capital in economics, a stock of resources that may be employed in the production of goods and services. In classical economics it is one of the three factors of production, the others being labour and land.
— Британская энциклопедия
В классической политической экономии под «капиталом» обычно подразумевается физический (реальный, производственный) капитал — используемые для производства товаров и услуг средства производства: машины, оборудование, здания, сооружения. Чтобы вещь считалась капиталом, она должна обладать следующими характеристиками:
- её можно использовать при производстве других товаров (является фактором производства);
- она является результатом переработки (необработанные природные ресурсы — например, полезные ископаемые — относятся к земле);
- не используется целиком в процессе производства (что отличает капитал от сырья или полуфабрикатов).

Работы итальянского экономиста Пьеро Сраффа в середине 1920-х годов заложили теоретические основы неорикардианства. Особенно важное значение имели его интерпретация Рикардо и книга «Производство товаров посредством товаров». Фактически, Сраффа отказался от «надоедливо противоречивого» термина капитал, приравняв к нему любой продукт прошлого труда, что сыграло важную роль в полемике двух Кембриджей о капитале.
Современные авторы считают, что капитал находит отражение в корпоративных правах (например, в суммарной стоимости акций — капитализации). В отличие от этого, инвестиции являются увеличением капитала за некий период, например, за год. Такой подход рассматривает капитал как стоимость, зафиксированную по состоянию на некое время, а инвестиции — как действие по привлечению/размещению средств за период, капиталовложения, финансовый поток.

### В марксистской политэкономии
В рамках марксисткой политэкономии, капитал не просто стоимость, а самовозрастающая стоимость.
Для классической политической экономии характерно отождествлять любые средства труда как физический капитал. Маркс считал такой подход неточным и характеризовал термин «капитал», как «самовозрастающую стоимость». Маркс не отождествлял капитал с определённым видом имущества. Он подчёркивал значение комплекса общественных отношений, которые рассматривал необходимым условием «самовозрастания» стоимости.
По мнению Маркса, средство труда может стать капиталом (принесёт стоимости больше, чем его собственная стоимость) только тогда, когда его владельцы прямо или косвенно вступят в экономические отношения с владельцами рабочей силы. Например, сам по себе металлорежущий станок не приносит своему владельцу никакой новой стоимости. Использование станка лично владельцем не превращает станок в капитал. Даже если продукцию владелец не потребляет сам, а продаёт, то часть выручки будет амортизацией оборудования, а вторая часть — оплатой труда работавшего хозяина станка, которая не является ни заработной платой, ни прибылью, но объединяет их в себе. «Капиталом» станок становится лишь после найма рабочего или сдачи станка в аренду, так как лишь в этой ситуации полученное сверх амортизации разделяется на выплаченную заработную плату и прибыль владельца станка.

Капитал возникает лишь там, где владелец средств производства и жизненных средств находит на рынке свободного рабочего в качестве продавца своей рабочей силы.

…

Капитал — это не вещь, а определённое, общественное, принадлежащее определённой исторической формации общества производственное отношение, которое представлено в вещи и придаёт этой вещи специфический общественный характер. Капитал — это не просто сумма материальных и произведённых средств производства. Капитал — это превращённые в капитал средства производства, которые сами по себе столь же являются капиталом, как золото или серебро сами по себе — деньгами.
Оригинальный текст (нем.)Das Kapital kündigt daher von vornherein eine Epoche des gesellschaftlichen Produktionsprozesses an. 
…
Das Kapital ist kein Ding, sondern ein bestimmtes, gesellschaftliches, einer bestimmten historischen Gesellschaftsformation angehöriges Produktionsverhältnis, das sich an einem Ding darstellt und diesem Ding einen spezifischen gesellschaftlichen Charakter gibt.
Das Kapital ist nicht die Summe der materiellen und produzierten Produktionsmittel. Das Kapital, das sind die in Kapital verwandelten Produktionsmittel, die an sich so wenig Kapital sind, wie Gold oder Silber an sich Geld ist.
— «Капитал», Карл Маркс, 1867, т. 1, гл. 4;  т. 3, гл. 48
Подход Маркса предполагает раздельное владение средствами производства (у капиталистов) и рабочей силой (у рабочих). Но первоначально работники обычно были собственниками средств производства. Поэтому выделяют подготовительный период первоначального накопления капитала. Автором термина является Адам Смит. Маркс на примере стран Европы показал, что происходило принудительное лишение средств труда мелких собственников, после чего они становились наёмными рабочими. Маркс считал, что подобные процессы необходимы для создания условий капиталистической системы. В то же время примеры Северной Америки и Австралии не вписывались в эту схему. Современные авторы отмечают, что на первом этапе английской индустриализации большинство предпринимателей составляли крестьяне, но были и представители других социальных групп — торговцев, землевладельцев, протестантских общин, а вовсе не те, кто воспользовался преимуществами от огораживания. На сегодня фактором накопления капитала рассматривается сбережения и аккумуляция инвестиций, например, через банковскую систему, но не насильственные меры.
Маркс отмечал, что есть минимальный предел размера стоимости, пригодной для превращения в капитал. Маркс предположил, что минимальный размер переменного капитала равен затратам для найма одного работника на период цикла оборачиваемости. Минимальный размер постоянного капитала равен затратам на покупку сырья, материалов, амортизацию оборудования, необходимых нанятому рабочему на период цикла оборачиваемости. Сумма этих минимальных размеров даёт наименьшую величину стоимости, которую получится превратить в капитал. При этом сумма полученной прибыли может оказаться значительно меньше, чем зарплата рабочего. Маркс предполагает, что реальный минимум будет выше в несколько раз, чтобы прибыль обеспечивала не только уровень жизни выше, чем у рабочего, но и позволяла наращивать размер капитала. Хотя этот минимум зависит от многих факторов, он вполне конкретен в рамках рассматриваемого общества, исторического периода, отрасли деятельности. В 9 главе 1-го тома «Капитала» Маркс отмечает, что некоторые отрасли производства изначально требуют такого минимума капитала, которого нет в руках отдельных индивидуумов. В этом случае частные лица либо опираются на государственные субсидии, либо объединяют свои средства со средствами других лиц, например, в форме акционерных обществ.

### В австрийской экономической школе
Особенностью австрийской экономической школы является анализ экономических явлений с субъективной позиции личного потребления. Так как капитал не предназначен для непосредственного потребления, у представителей австрийской школы не было единого определения данному понятию.
Бём-Баверк, один из основателей австрийской школы, считал, что «Капитал есть не что иное, как совокупность промежуточных продуктов, которые созданы на каждом этапе долгого производственного цикла». Бём-Баверк разделял блага настоящие (ценятся выше) и блага будущие (их ценность ниже). Австрийская школа считает, что инвестиции являются отказом от потребления сейчас ради благ будущих. В представлении Бём-Баверка при инвестировании предприниматель покупает блага будущие по их текущей цене, то есть со скидкой. Период ожидания зависит от длительности производственного цикла, в конце которого блага увеличивают свою ценность, так как становятся благом нынешним, а предприниматель получает доход (процент на капитал), который является разницей цен благ настоящих и будущих.
В других формулировках австрийской школы, капитал — ресурсы, которые не потребляются в настоящем, но используются для получения более высокого уровня потребления в будущем. При этом прибыль на капитал трактуется как процентный доход, который является:
а) платой за отсрочку потребления
б) платой за риск потерять возможность потребления.
Таким образом, австрийская школа считает процентный доход относительно самостоятельным явлением, вытекающим из особенностей цен на блага в разные периоды времени, а капитал рассматривает как промежуточные стадии процесса производства новых благ.

### Спорность современных представлений о капитале
Ведущие экономисты с середины XX-го века вели дискуссию о сути капитала и его экономической роли. Критические публикации начались в середине 1950-х и продолжались до середины 1970-х годов. Неоклассическая экономическая теория совокупного производства и распределения подверглась критическому анализу, в результате которого было признано, что теория страдает «ошибкой композиции» — мы не можем распространить микроэкономические концепции на макроэкономику. Итоги дебатов не имеют консенсусной трактовки среди экономистов и остаются дискуссионными.
Ход рассуждений и выявленные противоречия кратко можно изложить следующим образом. Использование в маржинализме понятия предельной отдачи фактора производства предполагает, что возможен подсчёт используемого количества каждого из факторов производства и анализ влияния изменения количества одного из факторов на выпуск. Если оставаться в рамках маржинализма и объём одного из факторов производства определить невозможно, тогда невозможно определить отдачу не только этого фактора, но и всех остальных. Ведь сама идея предельной отдачи основана на возможности изменение количества только одного фактора при неизменных количествах всех остальных, что неизбежно требует возможности измерить и контролировать количественно все используемые факторы. Концепция маржинализма предполагает, что доходы факторов «труда» и «капитала» (заработная плата и процентная ставка) определяются рынком из баланса спроса и предложения — в точке равновесия цена фактора равна его предельной производительности. Таким образом, предельный продукт труда в единице товара будет равен частному от деления суммы заработной платы задействованных работников на объём выпуска. Для данной дискуссии важно то, что норма прибыли (процентная ставка) должна равняться предельному продукту капитала.
Второе важное следствие, вытекающее из маржинализма, заключается в том, что изменение цены фактора производства приведёт к изменению использования этого фактора и его доли в конечном продукте. Например, падение заработной платы приведёт к двум следствиям: 1) к росту нормы прибыли и 2) к увеличению использования труда в производстве. Закон убывающей предельной доходности подразумевает, что более широкое использование одного из факторов при прочих равных условиях будет означать более низкую предельную продуктивность: поскольку фирма получает меньше от добавления очередной единицы основных средств, чем получено от предыдущей, при условии максимизации прибыли норма прибыли должна возрастать, чтобы стимулировать использование этой дополнительной единицы.
Поэтому теория предельной производительности в масштабах макроэкономики приводит к противоречию: если распределение дохода между трудом и капиталом ещё не произошло, то невозможно определить суммарную (денежную) величину капитала, так как она рассчитывается, исходя из знания результата разделения дохода (итоговой прибыли) и нормы прибыли. Если же распределение дохода уже произошло, то можно говорить о денежной величине капитала, но тогда теория предельной производительности не может быть использована для объяснения распределения дохода, поскольку это распределение будет рассматриваться как заданное извне, а не вытекать из внутрирыночных условий.
Пьеро Сраффа и Джоан Робинсон, чьи работы положили начало Кембриджскому спору, указывали, что существует проблема системы измерения. Принято считать, что общая прибыль (или доход от собственности) определяется как норма прибыли, умноженная на количество капитала. Ещё в 1954 году Робинсон раскритиковала концепцию производственной функции и неоклассическую теорию распределения дохода. Она писала:

Производственная функция была и остаётся мощным инструментом оболванивания. Студента, изучающего экономическую теорию, заставляют писать Q = f (L, K), где L — количество труда, K — количество капитала, а Q — выпуск товаров. Студента учат считать всех рабочих одинаковыми и мерить L в человеко-часах; ему что-то говорят о проблеме индекса при выборе показателя выпуска; и тут же торопят перейти к следующему вопросу в надежде, что он забудет спросить, в чём измеряется K. Прежде чем у него возникнет такой вопрос, он сам уже станет профессором. Так привычка к интеллектуальной небрежности и передается из поколения в поколение.— Производственная функция и теория капитала
Как утверждала Робинсон, кроме цен каждого капитального товара не существует другого неотъемлемого элемента у этих товаров, который можно складывать и результат считать количеством капитала. А рассматриваемая модель ещё до определения цен требует знать или уметь подсчитывать «сумму капитала», то есть требует суммирования совершенно несопоставимых физических объектов — например, добавление количества грузовиков к численности компьютеров. Если же аргументы для производственной функции брать в денежном выражении, то возникает хождение по кругу: производственная функция определяет предельную производительность факторов, что определяет распределение дохода на доли для факторов, а доля капитала в доходе определяет величину капитала (то есть задаёт исходный параметр). Возникающее противоречие можно разрешить только нахождением натурально-вещественных, однородных единиц количественного измерения результата производства и его факторов.
Считается, что в дискуссии удалось показать ограниченность агрегированной производственной функции и невозможность интерпретации капитала как «обычного» фактора производства, владелец которого получает доход пропорционально редкости и предельной производительности, как и владельцы прочих факторов. Это продемонстрировало внутреннюю противоречивость маржиналистской теории распределения. Было признано несовпадение «вменённых» рынком «факторных выплат» с величиной ценности выпущенной продукции и наличие проблемы в размере доли, получаемой капиталом по сравнению с тем, как если бы он был действительно «обычным» фактором производства. Однако не было предложено какого-либо альтернативного инструментария. Несмотря на явные противоречия с действительностью, неоклассическую модель роста оставили в качестве учебной иллюстрации явно абстрактной теории, несмотря на оговорки, что «иллюстрации такого рода могут скорее дезориентировать, нежели информировать о чём-либо».

## В бухгалтерском учёте и финансовом анализе
В теории бухгалтерского учёта капитал рассматривается как совокупность материальных ценностей и денежных средств, финансовых вложений и затрат на приобретение прав и привилегий, необходимых для осуществления хозяйственной деятельности организации.
На практике самостоятельное понятие капитала в бухгалтерском учёте не используется. Но финансовый анализ рассматривает ряд более частных показателей:
- Собственный капитал — разница между стоимостью активов компании и суммой её обязательств. Совокупность уставного фонда, добавочного и резервного капитала, нераспределенной прибыли и прочих резервов (целевые фонды и резервы).
- Привлечённый (заемный) капитал — обязательства в форме кредитов, займов и кредиторской задолженности.
- Перманентный (или постоянный, устойчивый) капитал — суммарная величина собственного капитала и долгосрочного заемного капитала.
- Рабочий (или чистый оборотный) капитал (калька от англ. Working Capital) — разница между текущими активами и текущими обязательствами (часто вместо всех текущих обязательств используют только кредиторскую задолженность, без краткосрочных заемных средств).

## Кругооборот капитала
Капитал, вовлеченный в экономический процесс, находится в постоянном движении. Чаще всего, отправной точкой служит денежный капитал, который авансируется на приобретение средств производства и рабочей силы. В процессе производства экономические факторы взаимодействуют, в результате чего выпускается готовая продукция или оказывается услуга, которые через рынок меняют товарную форму вновь на денежную. Авансированный денежный капитал возвращается к своему владельцу.
Д ——> Т ——> Пр ——> Т' ——> Д'
Целью этого движения капитала является получение прибыли (процентов). Но конечный результат в каждом конкретном случае зависит от множества факторов как производственного характера, так и ситуации на рынке. Владелец капитала может вместо ожидаемой прибыли в конечном итоге получить убыток.

## Прибыль
Прибыль подсчитывают как разницу между доходами (выручкой от реализации товаров и услуг) и затратами на производство или приобретение и сбыт этих товаров и услуг.
Существуют различные взгляды на экономическую природу прибыли.
- Конъюнктурные теории: в результате каких-то внешних причин изменяется рыночная конъюнктура (например, произошло повышение спроса на товар из-за случайного упоминания известными людьми), что приводит к изменению выручки. Но затраты остались неизменными, нет причин выплачивать владельцам факторов производства доход сверх прежнего. Часть дохода, нераспределённая между владельцами производственных факторов, и есть прибыль или убыток фирмы.
- Монополия: фирма получает прибыль вследствие нарушения конкурентного равновесия из-за доминирования на рынке с элементами диктата цен вплоть до полной монополии.
- Капитал: Экономисты в XVIII—XIX веках считали прибылью излишек, получаемый капиталистом после возмещения расходов, как третьей составной части валового дохода наряду с заработной платой и рентой. «Прибыль на капитал» А. Смит (1723—1790), Н. У. Сениор (1790—1864) и Дж. С. Милль (1806—1873) разделяли на процент на вложенный капитал — «вознаграждение за воздержание» предпринимателя от расходования собственного капитала на текущее потребление; и на предпринимательский доход — плату за управление предприятием и несение определённого делового риска.
- Прибавочная стоимость: Карл Маркс показал в «Капитале» (1867 год), что основу прибыли составляет прибавочная стоимость. При этом не происходит обмана или принуждения[23]. Прибыль образуется из-за того, что специфический товар «Рабочая сила» способен создавать новую стоимость, размер которой превышает реальный размер стоимости самой рабочей силы. Часть прибавочной стоимости трансформируется в форму «затрат» — проценты по кредиту, рента, налоги, надбавки к зарплате.
- Оплата услуг предпринимателя: Ж.-Б. Сэй (1767—1832) и ряд других экономистов сводили прибыль к плате капиталисту за управление предприятием, не отличающейся принципиально от заработной платы рабочих.
- Инновации: прибыль является результатом осуществления нововведений, это доход особого фактора производства — предпринимательства.
- Риск: прибыль как компенсация предпринимателю за несение им «бремени риска» за успех или неуспех своего дела.

## Виды капитала

### Исторические понятия
Адам Смит различал понятия основного и оборотного капитала («Исследование о природе и причинах богатства народов», книга II, глава 1):
- основной капитал — используется во многих циклах производства, переносит свою стоимость на продукцию по частям за время своей службы в форме амортизации (например, станок);
- оборотный капитал — используется только в одном производственном цикле, переносит на продукцию свою стоимость всю сразу (например, мука при выпечке хлеба).

Карл Маркс при анализе прибавочной стоимости предложил разделять капитал на постоянный и переменный:
- постоянный капитал — все затраты, кроме заработной платы; на результат производства переносит свою стоимость (сразу или по частям), но не изменяет её совокупный размер;
- переменный капитал — используется для найма рабочей силы, имеет форму заработной платы, в процессе производства вместо стоимости потреблённого переменного капитала создаётся новая стоимость, размер которой обычно больше потреблённой.

Обычно, целью владельцев компаний является получение прибыли. В соответствии с гипотезой Маркса, прибыль является формой проявления «прибавочной стоимости». Маркс считал, что прибавочную стоимость создаёт только переменный капитал, а постоянный капитал создаёт условия, которые распространяют право собственности капиталиста на весь продукт, в том числе на прибавочную стоимость. Отношение размера постоянного капитала к размеру переменного Маркс назвал органическим строением капитала. Конкуренция и стремление к увеличению прибыли приводит к увеличению применения машин. Маркс считал, что стоимость постоянного капитала растёт быстрее стоимости переменного капитала (затрат на рабочую силу), вследствие чего, по теории Маркса, должна наблюдаться тенденция нормы прибыли к понижению.
В современном бухгалтерском учёте разделение капитала компании на постоянный и переменный отсутствует.

### Дополнительные понятия
Некоторые экономисты и политики иногда используют дополнительные градации понятия «капитал»:
- Физический (реальный или производственный) капитал — вложенный в дело, работающий источник дохода в виде средств производства: машины, оборудование, здания, сооружения, земля, запасы сырья, полуфабрикатов и готовой продукции, используемые для производства товаров и услуг.
- Денежный капитал (денежная форма капитала) — деньги, предназначенные для инвестирования. Обычно на них приобретается физический капитал. Нужно обратить внимание, что непосредственное владение этими деньгами не приносит дохода, то есть они не становятся капиталом автоматически, без обмена. Этим они отличаются от финансового капитала, когда деньги сохраняют свою форму, меняя лишь текущего владельца. В бухгалтерской отчётности понятие денежного капитала отсутствует.
- Финансовый капитал — совокупность условий, когда денежная форма капитала позволяет получать прибыль без формального обмена денег на товары. Финансовый капитал непрерывно возникает и переходит в промышленный и банковский капиталы. Это становится возможным при развитой банковской системе через систему депозитов и кредитования. Современным вариантом финансового капитала является венчурный капитал, который направляется в новые проекты, у которых повышенный риск банкротства, но и потенциальная прибыль значительно выше среднего уровня.

В. И. Ленин так определил сущность финансового капитала: «Концентрация производства; монополии, вырастающие из неё; слияние или сращивание банков с промышленностью — вот история возникновения финансового капитала и содержание этого понятия». По его мнению, возникновение финансового капитала — один из основных признаков империализма.
Ряд авторов выделяют человеческий капитал, который состоит из знаний, умений, навыков. Впервые термин использовал Теодор Шульц в ряде работ конца 1960-х годов. Некоторые экономисты (например, Эдвард Денисон) считают, что в современных условиях человеческий капитал формирует значительно больше прибавочной стоимости, чем обычный капитал.
В бухгалтерском учёте понятия физического, денежного, финансового, человеческого капитала не используются.
Национальный банк Украины в качестве показателя деятельности банков использует регулятивный капитал — совокупность собственных средств банка, рассчитывается как сумма основного и дополнительного капиталов за вычетом балансовой стоимости некоторых активов (инвестиции в дочерние структуры, другие банки, аффилированные компании).

### Паевой капитал
Для минимизации риска применяются различные схемы паевого капитала. Первоначально это были простые товарищества, позднее появились акционерные общества. С развитием Интернета получили распространение распределённые схемы паевого капитала для финансирования новых разработок, например, Kickstarter.

## Комментарии
1. ↑  По мнению британского экономиста У. Джевонса, слово capital происходит от того же латинского корня, что и английское слово cattle (скот). Эту общность Джевонс объясняет тем, что в древности роль денег играл крупный рогатый скот, единицей измерения которого была «голова» (лат. caput) (см. Джевонс, стр. 16).
2. ↑  Данные взгляды К. Маркса оспаривались с момента их публикации и оспариваются в настоящем многими экономистами. Впервые последовательную критику Маркса дала австрийская экономическая школа, представленная, например, в работах О. Бём-Баверка: Ойген Бём-Баверк «К завершению марксистской системы». Челябинск, «Социум»,2002